# Долина (Чортківський район)

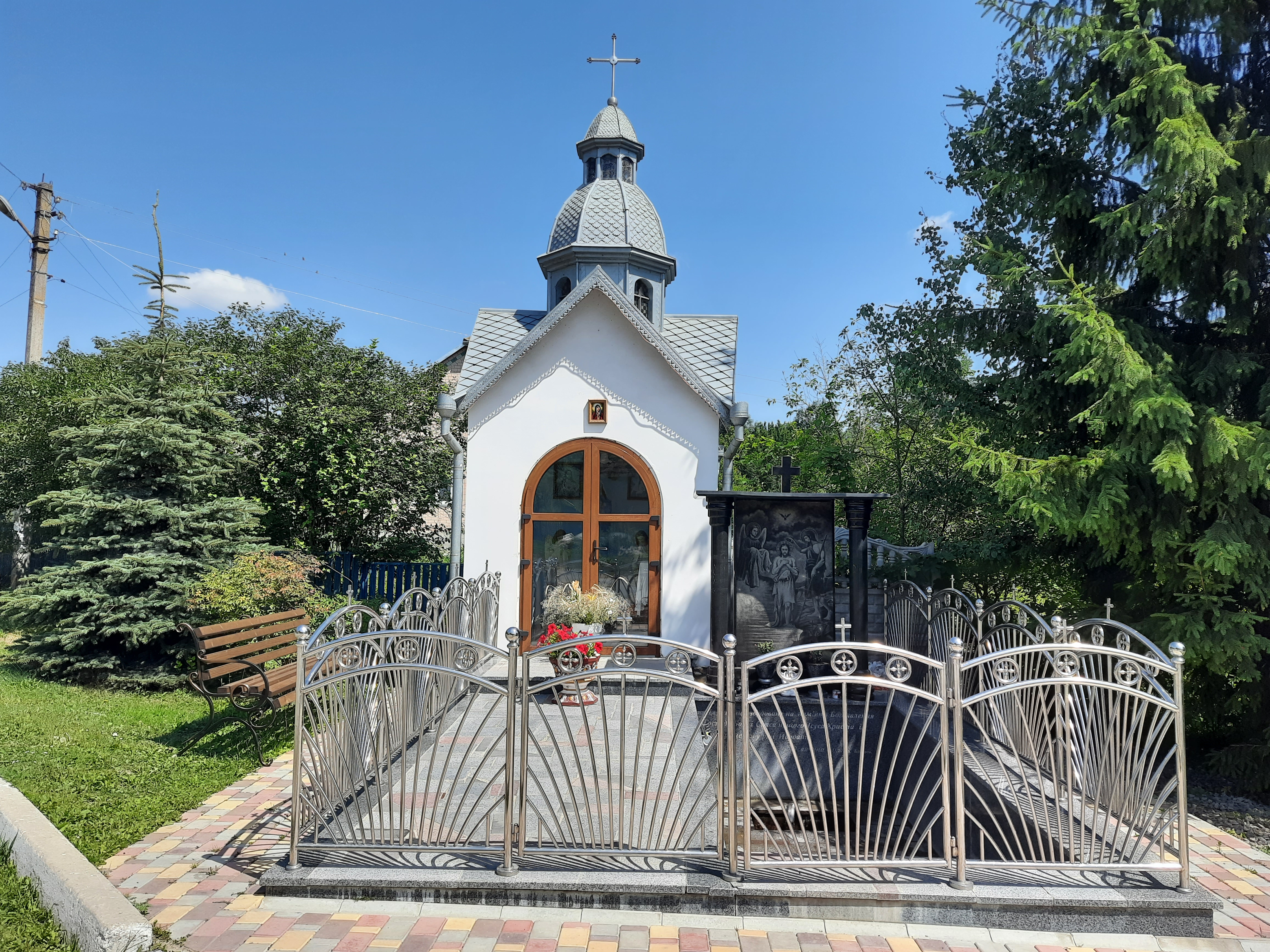
Капличка

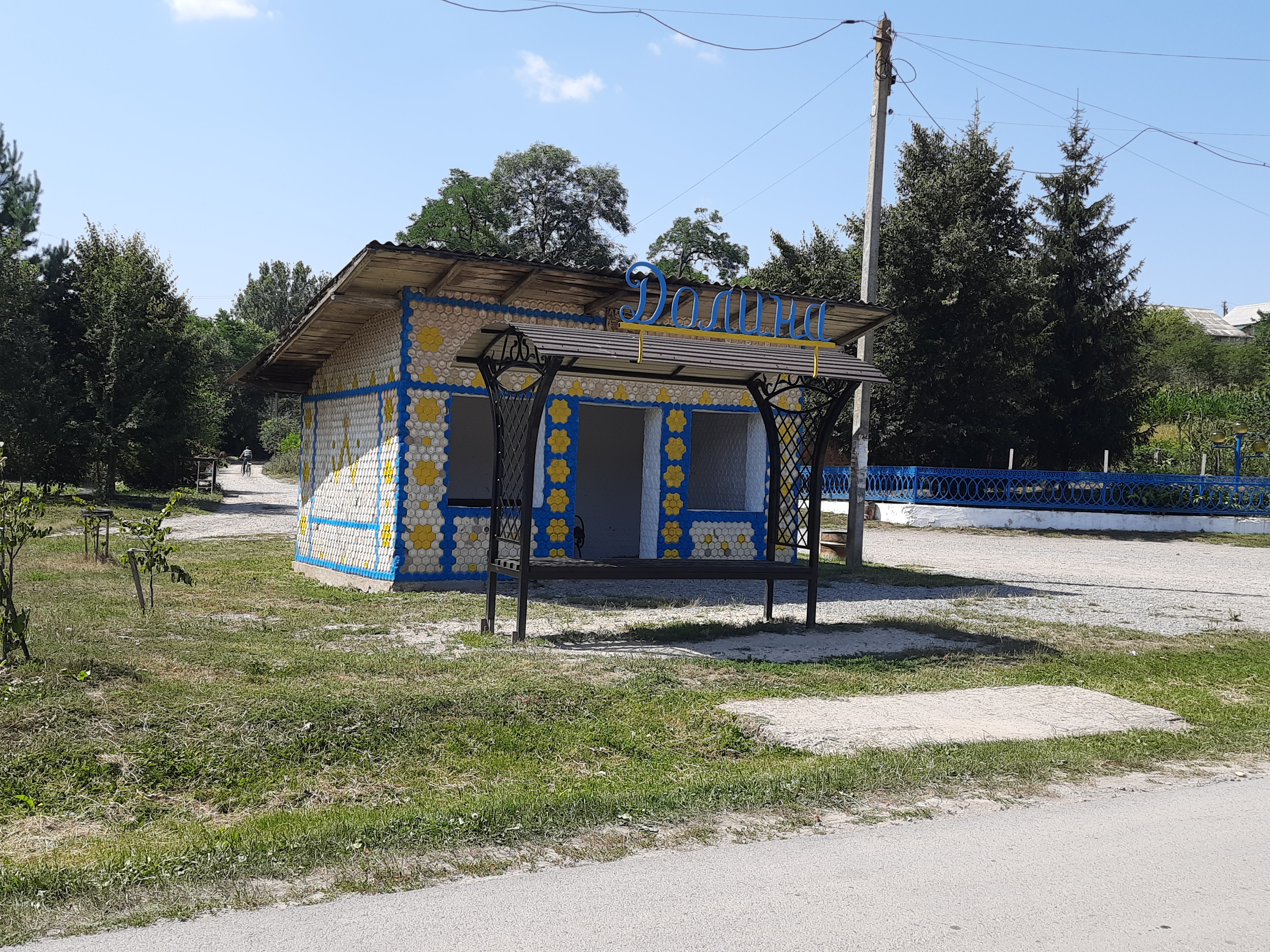
Автобусна зупинка

Доли́на — село в Україні, у Нагірянській селищній громаді Чортківського району Тернопільської області. Було підпорядковане колишній Шульганівській сільській раді. До села приєднано хутір Кавказ. Протягом 1961—1991 рр. Долина належала до села Шульганівка.

## Розташування
Розташоване на берегах р. Черкаська (права притока Серету, басейн Дністра), за 11 км від районного центру і 2 км від найближчої залізничної станції Ягільниця.
Територія — 1,03 кв². Дворів — 220.

### Місцевості
- Кавказ — хутір, розташований за 0,6 км від села. У 1952 р. на хуторі — 2 двори, 6 жителів.[2]

## Історія
Відоме від середини XVI ст. 1785 в селі проживали 518 осіб.
За статистикою, у селі 1900 р. — 931 житель, 1910 — 1030, 1921 — 870, 1931 — 985 жителів; у 1921 р. — 182, 1931 — 194 двори.
Під час німецько-радянської війни загинули або пропали безвісти у Червоній армії 55 мешканців Долини:
- Павло Адамовський (нар. 1919),
- Адам Бабій (нар. 1924),
- Василь Балюк (нар. 1925),
- Василь Герасимів (нар. 1899),
- Василь Горбатий (нар. 1918),
- Михайло Горбатий (нар. 1912),
- Іван Гуцул (нар. 1908),
- Василь Дерій (нар. 1909),
- Іван Дерій (нар. 1901),
- Михайло Дерій (нар. 1923),
- Павло Дерій (нар. 1909),
- Яків Дерій (нар. 1900),
- Михайло Дмитришин (нар. 1914),
- Павло Доктор (нар. 1905),
- Павло Дутка (нар. 1920),
- Яків Дмитрович Дутка (нар. 1910),
- Яків Петрович Дутка (нар. 1911).

В УПА воювали Омелян Бабій і Павло Гедеон («Богун»).
З 1 грудня 2020 року Долина належить до Нагірянської сільської громади.
12 червня 2020 року, відповідно до розпорядження Кабінету Міністрів України № 724-р «Про визначення адміністративних центрів та затвердження територій територіальних громад Тернопільської області» увійшло до складу Нагірянської сільської громади.
19 липня 2020 року, в результаті адміністративно-територіальної реформи та ліквідації Чортківського району (1940—2020), увійшло до складу новоутвореного Чортківського району.

## Релігія
У селі є три каплички, одна із них Божої Матері (фундатор Любомир Хруставка з родиною; 2012).

## Пам'ятники
встановлено:
- пам'ятний хрест на честь скасування панщини;
- пам'ятник Тарасу Шевченку (1991).

## Населення
|  |  |  |  | 810 | 450 |

## Соціальна сфера
Відомо, що 1880 р. велика земельна власність належа- ла Казимирові Лянцкоронцкому.
За Австро-Угорщини функціонувала 1-класна школа з українською мовою навчання, за Польщі — 2-класна утраквістична (двомовна). Діяли філії товариств «Просвіта», «Сільський господар» та інших; кооператива.
Нині працюють клуб, бібліотека, торговий заклад, млин.

## Відомі люди

### Народилися
- Еміль Дерій (1911—1987) — правник, підприємець, громадський діяч (США);
- Михайло Іванків (нар. 1942) — громадський діяч[6].
- Василь Татарин (1935—2010) — діяч культури.